# Smírčí kříž u Vildenavy
Smírčí kříž v katastru Hor u Jenišova v okrese Karlovy Vary je přes metr vysoký středověký žulový kříž původně stojící u vesnice Stružná. V roce 1994 byl prohlášen kulturní památkou.

## Historie
Středověký smírčí kříž původně byl vztyčen severozápadně od vesnice Stružná ve svahu u bývalého mlýna Massa-Mühle u silnice z Činova do Žalmanova. Kříž byl v roce 1991 nalezen v hromadě kamení u potoka nad mlýnem a druhotně osazen na rozcestí asi 150 m od samoty Vildenava jižně od obce Hory v údolí řeky Ohře mezi Loktem a Karlovými Vary.

## Popis
Volně stojící smírčí kříž je vytesán z monobloku hrubozrnné žuly do podoby nepravidelného řeckého kříže bez nápisů a reliéfů. Kříž byl v minulosti rozlomen v místě pod rameny a na místě bez malty spojen. Výška kříže se udává v rozmezí 1,07–1,10 m, šířka v rozmezí 0,90–1,02 m a tloušťka v rozmezí 0,22–0,35 m.